# Convoi PQ 1
Le convoi PQ 1 est le nom de code d'un convoi allié durant la Seconde Guerre mondiale. Les Alliés cherchaient à ravitailler l'URSS qui combattait leur ennemi commun, le Troisième Reich. Les convois de l'Arctique, organisés de 1941 à 1945, avaient pour destination le port d'Arkhangelsk, l'été, et Mourmansk, l'hiver, via l'Islande et l'océan Arctique, effectuant un voyage périlleux dans des eaux parmi les plus hostiles du monde.
Il part de Hvalfjörður en Islande le 21 septembre 1941 et arrive à Arkhangelsk en URSS le 11 octobre 1941.

## Composition du convoi
Ce convoi est constitué de dix cargos de trois nationalités différentes :
- Royaume-Uni : 7 cargos (Atlantic, Blairnevis, Elna II, Gemstone, Harmonic, Lorca et River Afton)
- Panama : 2 cargos (Capira, North King)
- Belgique : 1 cargo (Ville d'Anvers)

| Nom                   | Nationalité      | Tonnage (GRT) | Notes                 |
| --------------------- | ---------------- | ------------- | --------------------- |
| Atlantic (1939)       | Royaume-Uni      | 5 414         | Navire Commodore      |
| Blairnevis (1930)     | Royaume-Uni      | 4 155         |                       |
| Capira (1920)         | Panama           | 5 625         |                       |
| Elna Ii (1903)        | Union Soviétique | 3 221         |                       |
| Gemstone (1938)       | Royaume-Uni      | 4 986         |                       |
| Harmonic (1930)       | Royaume-Uni      | 4 558         |                       |
| Lorca (1931)          | Royaume-Uni      | 4 875         |                       |
| North King (1903)     | Panama           | 4 934         | Navire vice-commodore |
| River Afton (1935)    | Royaume-Uni      | 5 479         |                       |
| Ville D'Anvers (1920) | Belgique         | 7 462         |                       |

## L'escorte
L'escorte varie au cours de la traversée. Une escorte principale reste tout au long du voyage.
Ce convoi est escorté au départ par :
- le croiseur HMS Suffolk
- les destroyers : HMS Impulsive, HMS Anthony, HMS Antelope
- les dragueurs de mines : HMS Britomart, HMS Gossamer, HMS Leda, HMS Hussar
- le pétrolier : RFA Black Ranger

| Nom                     | Nationalité       | Type                   | Notes                                               |
| ----------------------- | ----------------- | ---------------------- | --------------------------------------------------- |
| HMS Antelope (H36)      | Royal Navy        | Destroyer              | Escorte 29 Sept - 11 Oct                            |
| HMS Anthony (H40)       | Royal Navy        | Destroyer              | Escorte 29 Sept - 11 Oct                            |
| RFA Black Ranger (1941) | Royaume-Uni       | Pétrolier ravitailleur | 3 417 tonneaux - Détaché le 4 Oct avec HMS Antelope |
| HMS Britomart (J22)     | Royal Navy        | Dragueur de mines      | Escorte 29 Sept - 11 Oct                            |
| HMS Escapade (H17)      | Royal Navy        | Destroyer              | Escorte 1 Oct - 11 Oct                              |
| HMS Gossamer (J63)      | Royal Navy        | Dragueur de mines      | Escorte 29 Sept - 11 Oct                            |
| HMS Harrier (J71)       | Royal Navy        | Dragueur de mines      | Escorte 10 Oct - 11 Oct                             |
| HMS Hussar (J82)        | Royal Navy        | Dragueur de mines      | Escorte 29 Sept - 11 Oct                            |
| HMS Impulsive (D11)     | Royal Navy        | Destroyer              | Escorte 29 Sept - 11 Oct                            |
| HMS Leda (J93)          | Royal Navy        | Dragueur de mines      | Escorte 29 Sept - 11 Oct                            |
| HMS Suffolk (55)        | Royal Navy        | Croiseur               | Escorte 29 Sept - 11 Oct                            |
| Uritski                 | Marine soviétique | Destroyer              | Escorte                                             |
| Valerian Kuybyshev      | Marine soviétique | Destroyer              | Escorte                                             |

## Le voyage
Il n'y a eu aucune interférence des forces allemandes et le convoi PQ 1 arrive à Arkhangelsk sans dommage le 11 octobre

### Sources
- (en) Cet article est partiellement ou en totalité issu de l’article de Wikipédia en anglais intitulé « Convoy PQ 1 » (voir la liste des auteurs).